# Tourist Trophy 2016
Il Tourist Trophy 2016 è stato la 97ª edizione del Tourist Trophy, svoltosi dal 4 al 10 giugno. In questa edizione si sono disputate nove gare, con sette differenti classi in competizione, che sono: Superbike TT, Sidecar TT (due gare), Supersport TT (due gare), Superstock TT, Lightweight TT, TT Zero e Senior TT.
Il vincitore del "Joey Dunlop TT Championship Trophy" risulta essere Ian Hutchinson, primo con 115 punti, frutto di tre vittorie (le due gare del Supersport TT e quella del Superstock TT) e due secondi posti. Il migliore dei piloti non supportati dalle case motociclistiche (graduatoria denominata "TT Privateers Championship") è invece Daniel Hegarty. L'equipaggio Holden - Winkle (vincitori di gara 1 del Sidecar TT e secondi in gara 2) vincono il "TT Championship Sidecars".
Anche in questa edizione del Tourist Trophy si sono verificati incidenti che hanno causato la morte dei motociclisti coinvolti. Durante le prove del sidecar TT era morto l'australiano Dwight Beare, mentre nella seconda gara della stessa classe perse la vita Ian Bell. Altri piloti deceduti sono stati: Paul Shoesmith (incidente nelle prove del Superstock TT) e Andrew Soar (nella gara del Senior TT).
Per quel che concerne la classifica totale dei vincitori, Ian Hutchinson sale a 14 vittorie, eguagliando al quarto posto Mike Hailwood; Michael Dunlop, vincitore in questa edizione del Superbike TT e del Senior TT, si porta a 13 vittorie. Dietro i due, ad 11 vittorie Bruce Anstey, primo al traguardo del TT Zero.

## Risultati
La competizione si svolge sul circuito del Mountain, di ogni gara vengono riportati solo i primi dieci piloti classificati. Dove non indicata la nazionalità si intende pilota britannico.

### Superbike TT
4 giugno. 49 piloti classificati, 24 ritirati. Giro veloce di Michael Dunlop in 16:58.254.
| Pos. | Nº | Pilota          | Motocicletta    | Giri | Tempo        | Velocità media |
| ---- | -- | --------------- | --------------- | ---- | ------------ | -------------- |
| 1º   | 6  | Michael Dunlop  | BMW S1000RR     | 6    | 01:44:14.259 | 130.306 mph    |
| 2º   | 4  | Ian Hutchinson  | BMW S1000RR     | 6    | 01:44:33.323 | 129.910 mph    |
| 3º   | 1  | John McGuinness | Honda CBR1000RR | 6    | 01:45:27.498 | 128.798 mph    |
| 4º   | 5  | Peter Hickman   | Kawasaki ZX-10R | 6    | 01:45:44.951 | 128.444 mph    |
| 5º   | 12 | Dean Harrison   | Kawasaki ZX-10R | 6    | 01:46:09.896 | 127.941 mph    |
| 6º   | 9  | Michael Rutter  | BMW S1000 RR    | 6    | 01:46:40.202 | 127.335 mph    |
| 7º   | 15 | David Johnson   | Norton SG5      | 6    | 01:46:56.430 | 127.013 mph    |
| 8º   | 2  | Bruce Anstey    | Honda RC213V-S  | 6    | 01:47:05.936 | 126.825 mph    |
| 9º   | 7  | Gary Johnson    | BMW S1000 RR    | 6    | 01:47:16.523 | 126.616 mph    |
| 10º  | 13 | Lee Johnston    | BMW S1000 RR    | 6    | 01:47:16.614 | 126.614 mph    |

### Sidecar TT - gara 1
4 giugno. 29 equipaggi classificati, 20 ritirati.
| Pos. | Nº | Pilota          | Passeggero     | Motocicletta         | Giri | Tempo        | Velocità media |
| ---- | -- | --------------- | -------------- | -------------------- | ---- | ------------ | -------------- |
| 1º   | 3  | John Holden     | Andrew Winkle  | LCR Honda            | 3    | 59:25.609    | 114.282 mph    |
| 2º   | 35 | Pete Founds     | Jevan Walmsley | Suzuki LCR           | 3    | 01:00:19.858 | 112.569 mph    |
| 3º   | 7  | Alan Founds     | Aki Aalto      | LCR Suzuki GSX-R     | 3    | 01:01:00.006 | 111.334 mph    |
| 4º   | 15 | Stephen Ramsden | Matty Ramsden  | LCR 600 RR           | 3    | 01:01:20.447 | 110.716 mph    |
| 5º   | 12 | Matthew Dix     | Shaun Parker   | Baker Sidecar        | 3    | 01:01:29.129 | 110.455 mph    |
| 6º   | 11 | Wayne Lockey    | Mark Sayers    | Ireson Honda 600 cm³ | 3    | 01:01:51.410 | 109.792 mph    |
| 7º   | 8  | Gary Bryan      | Jamie Winn     | Baker Honda          | 3    | 01:01:59.466 | 109.554 mph    |
| 8º   | 10 | Gary Knight     | Daniel Evanson | DrV                  | 3    | 01:02:23.337 | 108.856 mph    |
| 9º   | 17 | Gordon Shand    | Philip Hyde    | Shand F2 Honda       | 3    | 01:03:05.111 | 107.654 mph    |
| 10º  | 13 | Darren Hope     | Paul Bumfrey   | Suzuki DMR           | 3    | 01:03:06.754 | 107.608 mph    |

### Supersport TT - gara 1
6 giugno. 49 piloti classificati, 26 ritirati. Giro veloce di Ian Hutchinson in 17:39.013.
| Pos. | Nº | Pilota          | Motocicletta        | Giri | Tempo        | Velocità media |
| ---- | -- | --------------- | ------------------- | ---- | ------------ | -------------- |
| 1º   | 4  | Ian Hutchinson  | Yamaha YZF R6       | 4    | 01:11:36.808 | 126.445 mph    |
| 2º   | 12 | Dean Harrison   | Kawasaki ZX-6R      | 4    | 01:12:29.720 | 124.907 mph    |
| 3º   | 3  | James Hillier   | Kawasaki ZX-6R      | 4    | 01:12:47.770 | 124.391 mph    |
| 4º   | 10 | Conor Cummins   | Honda CBR600RR      | 4    | 01:12:48.506 | 124.370 mph    |
| 5º   | 1  | John McGuinness | Honda CBR600RR      | 4    | 01:12:53.286 | 124.234 mph    |
| 6º   | 13 | Lee Johnston    | Triumph Daytona 675 | 4    | 01:13:32.704 | 123.125 mph    |
| 7º   | 8  | William Dunlop  | Yamaha YZF R6       | 4    | 01:13:51.684 | 122.597 mph    |
| 8º   | 25 | Steve Mercer    | Honda CBR600RR      | 4    | 01:14:12.890 | 122.013 mph    |
| 9º   | 7  | Gary Johnson    | Triumph Daytona 675 | 4    | 01:14:34.627 | 121.421 mph    |
| 10º  | 11 | Cameron Donald  | Honda CBR600RR      | 4    | 01:14:45.843 | 121.117 mph    |

### Superstock TT
6 giugno. 53 piloti classificati, 16 ritirati. Giro veloce di Ian Hutchinson in 17:00.510.
| Pos. | Nº | Pilota          | Motocicletta    | Giri | Tempo        | Velocità media |
| ---- | -- | --------------- | --------------- | ---- | ------------ | -------------- |
| 1º   | 4  | Ian Hutchinson  | BMW S1000 RR    | 4    | 01:09:47.543 | 129.745 mph    |
| 2º   | 12 | Dean Harrison   | Kawasaki ZX-10R | 4    | 01:10:15.187 | 128.894 mph    |
| 3º   | 3  | James Hillier   | Kawasaki ZX-10R | 4    | 01:10:17.092 | 128.836 mph    |
| 4º   | 9  | Michael Rutter  | BMW S1000 RR    | 4    | 01:10:46.047 | 127.957 mph    |
| 5º   | 7  | Gary Johnson    | BMW S1000 RR    | 4    | 01:10:49.292 | 127.859 mph    |
| 6º   | 1  | John McGuinness | Honda CBR1000RR | 4    | 01:10:58.053 | 127.596 mph    |
| 7º   | 10 | Conor Cummins   | Honda CBR1000RR | 4    | 01:11:26.858 | 126.739 mph    |
| 8º   | 8  | William Dunlop  | Kawasaki ZX-10R | 4    | 01:12:05.049 | 125.620 mph    |
| 9º   | 15 | David Johnson   | BMW S1000 RR    | 4    | 01:12:11.448 | 125.434 mph    |
| 10º  | 19 | Steve Mercer    | Honda CBR1000RR | 4    | 01:12:27.594 | 124.968 mph    |

### Supersport TT - gara 2
8 giugno. 55 piloti classificati, 20 ritirati. Giro veloce di Ian Hutchinson in 17:43.346.
| Pos. | Nº | Pilota         | Motocicletta        | Giri | Tempo        | Velocità media |
| ---- | -- | -------------- | ------------------- | ---- | ------------ | -------------- |
| 1º   | 4  | Ian Hutchinson | Yamaha YZF R6       | 4    | 01:11:55.261 | 125.905 mph    |
| 2º   | 6  | Michael Dunlop | Yamaha YZF R6       | 4    | 01:12:12.808 | 125.395 mph    |
| 3º   | 12 | Dean Harrison  | Kawasaki ZX-6R      | 4    | 01:12:29.452 | 124.915 mph    |
| 4º   | 3  | James Hillier  | Kawasaki ZX-6R      | 4    | 01:12:42.986 | 124.528 mph    |
| 5º   | 2  | Bruce Anstey   | Honda CBR600RR      | 4    | 01:12:44.287 | 124.490 mph    |
| 6º   | 13 | Lee Johnston   | Triumph Daytona 675 | 4    | 01:12:44.950 | 124.472 mph    |
| 7º   | 10 | Conor Cummins  | Honda CBR600RR      | 4    | 01:12:48.719 | 124.364 mph    |
| 8º   | 5  | Peter Hickman  | Kawasaki ZX-6R      | 4    | 01:13:14.311 | 123.640 mph    |
| 9º   | 7  | Gary Johnson   | Triumph Daytona 675 | 4    | 01:13:38.285 | 122.969 mph    |
| 10º  | 9  | Michael Rutter | Kawasaki ZX-6R      | 4    | 01:13:39.394 | 122.938 mph    |

### TT Zero
8 giugno. 5 piloti classificati, 6 ritirati.
| Pos. | Nº | Pilota          | Motocicletta                    | Giri | Tempo     | Velocità media |
| ---- | -- | --------------- | ------------------------------- | ---- | --------- | -------------- |
| 1º   | 5  | Bruce Anstey    | Mugen Shinden Go                | 1    | 19:07.043 | 118.416 mph    |
| 2º   | 6  | William Dunlop  | VICTORY RR                      | 1    | 19:32.504 | 115.844 mph    |
| 3º   | 8  | Daley Mathison  | University of Nottingham UoN 02 | 1    | 22:39.864 | 99.884 mph     |
| 4º   | 1  | John McGuinness | Mugen Shinden Go                | 1    | 23:50.538 | 94.949 mph     |
| 5º   | 9  | Allann Venter   | Brunel BX-16                    | 1    | 23:55.383 | 94.628 mph     |

### Lightweight TT
8 giugno. 34 piloti classificati, 17 ritirati. Giro veloce di Ivan Lintin in 18:53.731.
| Pos. | Nº | Pilota           | Motocicletta  | Giri | Tempo        | Velocità media |
| ---- | -- | ---------------- | ------------- | ---- | ------------ | -------------- |
| 1º   | 6  | Ivan Lintin      | Kawasaki ER-6 | 4    | 01:16:26.681 | 118.454 mph    |
| 2º   | 3  | James Hillier    | Kawasaki ER-6 | 4    | 01:16:39.153 | 118.133 mph    |
| 3º   | 1  | Martin Jessopp   | Kawasaki ER-6 | 4    | 01:18:23.536 | 115.511 mph    |
| 4º   | 7  | Gary Johnson     | WK Bikes 650i | 4    | 01:18:25.920 | 115.453 mph    |
| 5º   | 33 | Stefano Bonetti  | Paton S1      | 4    | 01:18:30.782 | 115.334 mph    |
| 6º   | 10 | Daniel Cooper    | Kawasaki ER-6 | 4    | 01:19:06.561 | 114.464 mph    |
| 7º   | 29 | James Coward     | Kawasaki ER-6 | 4    | 01:19:37.988 | 113.711 mph    |
| 8º   | 38 | Colin Stephenson | Suzuki SV 650 | 4    | 01:20:24.695 | 112.611 mph    |
| 9º   | 20 | Bjorn Gunnarsson | Kawasaki ER-6 | 4    | 01:20:25.519 | 112.591 mph    |
| 10º  | 11 | James Cowton     | Kawasaki ER-6 | 4    | 01:20:30.711 | 112.470 mph    |

### Sidecar TT - gara 2
10 giugno. 33 equipaggi classificati, 16 ritirati.
| Pos. | Nº | Pilota          | Passeggero           | Motocicletta   | Giri | Tempo        | Velocità media |
| ---- | -- | --------------- | -------------------- | -------------- | ---- | ------------ | -------------- |
| 1º   | 2  | Ben Birchall    | Tom Birchall         | LCR Honda      | 3    | 58:43.187    | 115.658 mph    |
| 2º   | 3  | John Holden     | Andrew Winkle        | LCR Honda      | 3    | 59:21.971    | 114.398 mph    |
| 3º   | 4  | Tim Reeves      | Patrick Farrance     | DMR Honda      | 3    | 59:40.371    | 113.811 mph    |
| 4º   | 9  | Karl Bennett    | Lee Cain             | DMR Suzuki     | 3    | 01:01:03.336 | 111.233 mph    |
| 5º   | 12 | Matthew Dix     | Shaun Parker         | Baker          | 3    | 01:01:27.058 | 110.517 mph    |
| 6º   | 15 | Stephen Ramsden | Matty Ramsden        | LCR 600 RR     | 3    | 01:01:37.240 | 110.213 mph    |
| 7º   | 7  | Alan Founds     | Aki Aalto            | LCR Suzuki     | 3    | 01:01:50.291 | 109.825 mph    |
| 8º   | 8  | Gary Bryan      | Jamie Winn           | Baker Honda    | 3    | 01:01:53.080 | 109.743 mph    |
| 9º   | 16 | Tony Baker      | Fiona Baker-Milligan | Suzuki         | 3    | 01:02:04.277 | 109.413 mph    |
| 10º  | 17 | Gordon Shand    | Philip Hyde          | Shand F2 Honda | 3    | 01:02:55.143 | 107.939 mph    |

### Senior TT
10 giugno. 43 piloti classificati, 28 ritirati. Giro veloce di Michael Dunlop in 16:53.929.
| Pos. | Nº | Pilota          | Motocicletta    | Giri | Tempo        | Velocità media |
| ---- | -- | --------------- | --------------- | ---- | ------------ | -------------- |
| 1º   | 6  | Michael Dunlop  | BMW S1000 RR    | 6    | 01:43:56.129 | 130.685 mph    |
| 2º   | 4  | Ian Hutchinson  | BMW S1000 RR    | 6    | 01:44:27.605 | 130.029 mph    |
| 3º   | 1  | John McGuinness | Honda CBR1000RR | 6    | 01:44:58.651 | 129.388 mph    |
| 4º   | 12 | Dean Harrison   | Kawasaki ZX-10R | 6    | 01:45:51.385 | 128.313 mph    |
| 5º   | 2  | Bruce Anstey    | Honda CBR1000RR | 6    | 01:46:08.108 | 127.976 mph    |
| 6º   | 10 | Conor Cummins   | Honda CBR1000RR | 6    | 01:46:11.570 | 127.907 mph    |
| 7º   | 9  | Michael Rutter  | BMW S1000 RR    | 6    | 01:46:20.009 | 127.738 mph    |
| 8º   | 13 | Lee Johnston    | BMW S1000 RR    | 6    | 01:47:00.201 | 126.938 mph    |
| 9º   | 3  | James Hillier   | Kawasaki ZX-10R | 6    | 01:47:03.679 | 126.869 mph    |
| 10º  | 20 | Ivan Lintin     | Kawasaki ZX-10R | 6    | 01:48:22.931 | 125.323 mph    |